# Cathédrale de Venosa
La cathédrale de Venosa est une église catholique romaine de Venosa, en Italie. Il s'agit d'une cocathédrale du diocèse de Melfi-Rapolla-Venosa.